# Gisors
Gisors település Franciaországban, Eure megyében. Lakosainak száma 12 395 fő (2022. január 1.). Gisors Bazincourt-sur-Epte, Bézu-Saint-Éloi, Neaufles-Saint-Martin, Boury-en-Vexin, Chambors, Courcelles-lès-Gisors, Éragny-sur-Epte, Lattainville, Saint-Denis-le-Ferment és Trie-Château községekkel határos.

## Népesség
A település népességének változása:
| Lakosok száma | 7329 | 8732 | 10 882 | 11 532 | 11 201 | 11 867 | 11 537 | 11 674 | 11 863 | 12 395 |
|               | 1968 | 1982 | 1999   | 2006   | 2013   | 2015   | 2017   | 2018   | 2020   | 2022   |